# IFAF 아시아
IFAF 아시아(IFAF Asia)는 아시아의 미식축구를 관장하는 스포츠 기관이다. 국제 미식축구 연맹에 소속되어 있의며, 2012년에 아시아 미식축구 연맹(AFAF)을 대체했다.